# Wusterwitz
Wusterwitz là một đô thị thuộc huyện Potsdam-Mittelmark, bang Brandenburg, Đức.